# Bright and Early
Bright and Early é um curta-metragem de comédia mudo norte-americano, realizado em 1918, com o ator cômico Oliver Hardy e dirigido por Charley Chase.